# Kang Han-na
Kang Han-na (강한나?, Gang Han-naLR, Kang Han-naMR; Seul, 30 gennaio 1989) è un'attrice sudcoreana.

## Filmografia

### Cinema
- Majimak gwikatgil (마지막 귀갓길?) – cortometraggio (2009)
- Jawi-ui wang (자위의 왕?) – cortometraggio (2009)
- Susanghan donggeo (수상한 동거?) – cortometraggio (2011)
- Roller Coaster (롤러코스터?, Rolleo koseuteoLR), regia di Ha Jung-woo (2013)
- Dongchangsaeng (동창생?), regia di Park Hong-soo (2013)
- Chingu 2 (친구 2?), regia di Kwak Kyung-taek (2013)
- Uneun namja (우는 남자?), regia di Lee Jung-bum (2014)
- Sunsu-ui sidae (순수의 시대?), regia di Ahn Sang-hoon (2015)
- Bigongsik gaegangchonghoe (비공식 개강총회?) – cortometraggio (2015)
- Ir-eonagi (일어나기?) – cortometraggio (2015)

### Televisione
- Miss Korea (미스코리아?, Miseu Kori-aLR) – serie TV (2013-2014)
- To Be Continued (투 비 컨티뉴드?, Tu bi keontinyudeuLR) – webserie (2015)
- Eomma (엄마?) – serie TV (2015-2016)
- Manyeobogam (마녀보감?) – serie TV, episodi 17-19 (2016)
- Dar-ui yeon-in - Bobogyeongsim ryeo (달의 연인-보보경심 려?) – serie TV (2016)
- Geunyang saranghaneun sa-i (그냥 사랑하는 사이?) – serie TV (2017)
- Aneun Wife (아는 와이프?) – serie TV (2018)
- Designated Survivor: 60 Days (60일, 지정생존자?) – serie TV (2019)
- Start-Up (스타트업?, Seutateu-eopLR) – serie TV, 16 episodi (2020)
- Gan tteor-eojineun donggeo – serie TV (2021)
- Bulg-eun dansim (붉은 단심?) – serie TV (2022)
- Frankly Speaking (비밀은 없어?, Bimir-eun eobs-eoLR) – serie TV (2024)